# الکس دیوی
الکس دیوی (انگلیسی: Alex Davey؛ زادهٔ ۲۴ نوامبر ۱۹۹۴) بازیکن فوتبال اهل بریتانیا است.
از باشگاه‌هایی که در آن بازی کرده‌است می‌توان به باشگاه فوتبال پیتربورو یونایتد، آکادمی و تیم دوم باشگاه فوتبال چلسی، و باشگاه فوتبال اسکانتورپ یونایتد اشاره کرد.
وی همچنین در تیم ملی فوتبال Scotland U19 بازی کرده‌است.